# Okręg Hinterland
Okręg Hinterland (niem. Bezirk Hinterland) – dawny okręg w Szwajcarii w kantonie Appenzell Ausserrhoden. Istniał do 1995.
W skład okręgu wchodziło siedem gmin (Einwohnergemeinde)
| Herb         | Gmina        | Liczba mieszkańców (31 grudnia 2005) | Powierzchnia w km² |
| ------------ | ------------ | ------------------------------------ | ------------------ |
| Herisau      | Herisau      | 15245                                | 25.17              |
| Hundwil      | Hundwil      | 997                                  | 23.94              |
| Schönengrund | Schönengrund | 471                                  | 5.19               |
| Schwellbrunn | Schwellbrunn | 1455                                 | 17.39              |
| Stein        | Stein        | 1330                                 | 9.38               |
| Urnäsch      | Urnäsch      | 2282                                 | 48.23              |
| Waldstatt    | Waldstatt    | 1720                                 | 6.74               |
|              | Razem        | 23500                                | 136.04             |